# Поддолгое (Львовская область)
Поддолгое (укр. Піддовге) — село в Великомостовской городской общине Шептицкого района Львовской области Украины.
Население по переписи 2001 года составляло 57 человек. Занимает площадь 0,25 км². Почтовый индекс — 80071. Телефонный код — 3257.